# Piché, entre ciel et terre
Pour plus de détails, voir Fiche technique et Distribution.
Piché, entre ciel et terre est un film québécois réalisé par Sylvain Archambault. Il a pris l'affiche dans les cinémas du Québec le 7 juillet 2010. Il s'agit d'un drame sur la vie du commandant Robert Piché, ayant fait atterrir d'urgence un avion avec 306 personnes à bord, à la suite d'une panne de kérosène. Michel Côté interprète le célèbre pilote.

## Synopsis
Le 24 août 2001, Robert Piché sauve la vie de 306 personnes en posant d'urgence l'avion qu'il pilote aux Açores. Toutefois, son passé trouble est révélé au grand jour et cet homme, devenu un héros du jour au lendemain, doit maintenant vaincre son pire ennemi : sa dépendance à l'alcool.

## Fiche technique
- Réalisation : Sylvain Archambault
- Scénariste : Ian Lauzon et Chantal Cadieux
- Producteur : André Dupuy
- Direction photo : Ronald Plante
- Musique : Michel Corriveau
- Décors : Mario Hervieux
- Montage : Yvann Thibodeau
- Costume : Francesca Chamberland
- Son : Patrick Rousseau, Mathieu Beaudin, Luc Boudrias et Hans Laîtres
- Budget : 7 000 000 $ CA
- Société de production : Pixcom
- Pays d’origine : Québec, Canada
- Langue : Français, Anglais, Portugais
- Format : Couleur
- Genre : Biographie, Drame
- Date de sortie : Québec : 7 juillet 2010

## Distribution
- Michel Côté : Commandant Robert Piché
- Maxime Le Flaguais : Robert Piché (jeune)
- Sophie Prégent: Régine
- Jules St-Jean : Paul-André Piché
- Sarah-Jeanne Labrosse : Geneviève Piché
- Jeanne Potvin : Estelle Piché
- Normand D'Amour : Le thérapeute
- Isabelle Guérard : Louise
- Michel Perron : Bones
- Antoine Mongrain : Johnny
- Gilbert Sicotte : Président d'Air Transat
- Vincent Leclerc : Dirk de Jager
- Goûchy Boy : Dez
- Roc LaFortune :
- Frédéric Pierre : René

## Réception
En 2010, le film est le plus grand succès du cinéma québécois au box-office avec des recettes totalisant environ 3 578 400 dollars canadiens.

## Anecdotes
- Le fils de Michel Côté, Maxime Le Flaguais, interprète le rôle du commandant Piché jeune.